# Peter Becker (Rechtsanwalt)

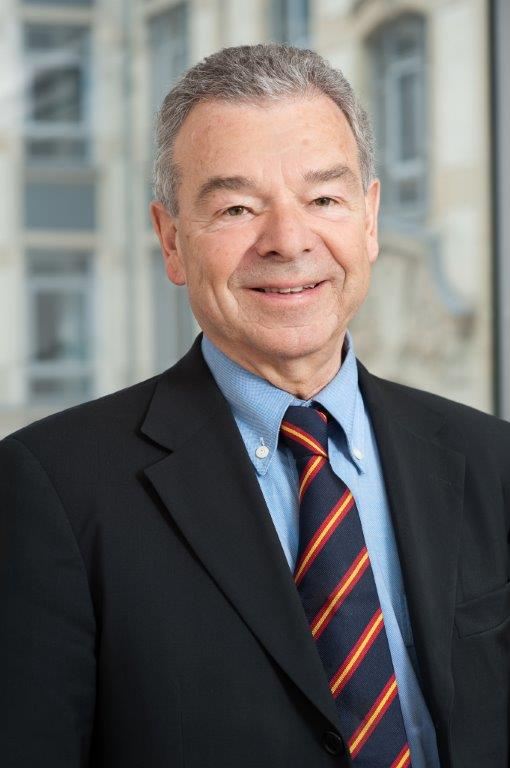
Peter Becker (2013)

Peter Becker (* 7. Januar 1941 in Berlin; † 18. September 2024 in Lohfelden) war ein deutscher Rechtsanwalt mit dem Schwerpunkt Energierecht.

## Leben
Becker studierte Rechtswissenschaften an den Universitäten Marburg und München und der Deutschen Fakultät für Rechtsvergleichung. Studium und Referendardienst schloss er mit Prädikatsexamina ab. Er trat 1968 der FDP bei, war stellvertretender Landesvorsitzender der Deutschen Jungdemokraten in Hessen und von 1974 bis 1976 Mitglied des Bundesvorstands. Von 1972 bis 1981 saß er im Marburger Stadtparlament. 1982 trat er aus der FDP aus. 1986 wurde er Notar und Fachanwalt für Verwaltungsrecht. 1987 wurde er mit der Arbeit Prüfungsrecht. Eine konstruktive Kritik seiner Rituale zum Dr. jur. promoviert (magna cum laude). Doktorvater war Erhard Denninger. In dem von ihm herausgegebenen Kommentar zum Hochschulrahmengesetz bearbeitete Becker vor allem das Hochschulzulassungsrecht.
Becker erwarb sich einen bundesweiten Ruf als Spezialist für Numerus-clausus-Prozesse, klagte über Tausend „NC-Opfer“ ein, bis hin zum Bundesverfassungsgericht, vor dem er mehrere Verfassungsbeschwerden gewann. Außerdem war er der führende Spezialist für das Multiple-choice-(MC)-Prüfungsrecht der Ärzte und Pharmazeuten. Auch in dieser Eigenschaft gewann er mehrere Verfassungsbeschwerden. Auf eine dieser Entscheidungen ist die Beseitigung des herkömmlichen prüfungsrechtlichen Beurteilungsspielraums zurückzuführen.
Nach der deutschen Wiedervereinigung vertrat Becker 146 ostdeutsche Kommunen vor dem Bundesverfassungsgericht. Aus dem Stromvergleich, den das Bundesverfassungsgericht in seiner ersten auswärtigen Verhandlung am 18. Oktober 1992 in Stendal vorschlug, erhielten die „stadtwerksfähigen“ ostdeutschen Kommunen kostenlos ihre Stromversorgungen. Aus diesem Rechtsstreit ging die Anwaltskanzlei Becker Büttner Held (BBH) hervor, die mit etwa 700 Beschäftigten (davon 350 Berufsträger) die führende energierechtliche Kanzlei Deutschlands ist. Von 2006 bis 2013 war Becker Partner of Counsel bei BBH.
Im Jahr 2011 übernahm Becker Mandate für die Apothekerin Elke Koller, die unmittelbar neben der letzten US-amerikanischen Atomwaffenbasis in Büchel wohnt, und Wolfgang Jung, Anwohner der Airbase Ramstein. In beiden Prozessen ging es darum, die nach Ansicht der Kläger völkerrechts- und verfassungswidrigen amerikanischen Aktivitäten zu unterbinden. Eine Verfassungsbeschwerde gegen die Klage abweisende Entscheidungen des Verwaltungsgerichts Köln aus dem Jahr 2011 und des Oberverwaltungsgerichts Nordrhein-Westfalen aus 2013 wurden durch das Bundesverfassungsgericht im Jahr 2018 nicht zur Entscheidung angenommen (Aktzeichen 2 BvR 1371/2013).
Im Mai 2013 wurde Becker stellvertretender Aufsichtsratsvorsitzender der Energienetz Hamburg eG und nahm deren Interessen bei der Rekommunalisierung des Hamburger Energienetzes gegenüber den Medien wahr.

## Engagement
- Stadtverordneter und Mitglied der Betriebskommission der Stadtwerke Marburg (1972–1981)
- Lehrbeauftragter an der Humboldt-Universität zu Berlin für Energierecht (seit WS 2003/04)
- Vorsitzender der Vertreterversammlung der hessischen Rechtsanwaltsversorgung, Körperschaft des öffentlichen Rechts (1988–2010)
- Mitglied des Vorstands der Rechtsanwaltskammer Kassel (1985–2010)
- Mitglied des Kuratoriums der Wolf-Erich-Kellner-Gedächtnisstiftung (bis 1980)
- Mitgründer und Vorsitzender der Juristinnen und Juristen gegen atomare, biologische und chemische Waffen. Für gewaltfreie Friedensgestaltung, deutsche Sektion der International Association of Lawyers Against Nuclear Arms, IALANA (1989–2010)
- Vize-Präsident der International Association of Lawyers Against Nuclear Arms, IALANA (1989–2011), 2011 Co-Präsident, neben Takeya Sasaki, früher neben Judge Christopher Weeramantry, ehemaliger Vize-Präsident des IGH i. R. (bis 2020)
- Stifter des Peter-Becker-Preises für Friedens- und Konfliktforschung der Philipps-Universität Marburg, dotiert mit 10.000 Euro, vergeben 2005 – 2017 im zweijährlichen Turnus
- Stifter der Stiftung Friedensbildung[20]

## Auszeichnungen
- 2007: Eurosolar-Preis als Chefredakteur der ZNER[21]
- 2010: Ehrennadel des Versorgungswerks der Rechtsanwälte im Lande Hessen, Körperschaft des öffentlichen Rechts[22]
- 2010: Ehrenpräsident der deutschen Sektion der IALANA
- 2011: Sean MacBride Peace Prize des International Peace Bureau (IPB, Friedensnobelpreisträger 1910)[23]

## Werke (Auswahl)
Becker war Chefredakteur der Zeitschrift für Neues Energierecht (ZNER), seit 1997, gegründet von ihm, Hermann Scheer und Joachim Bücheler, Ponte Press Verlags-GmbH in Bochum.
- Prüfungsrecht. Eine konstruktive Kritik seiner Rituale. Nomos, Baden-Baden 1988, ISBN 3-7890-1548-2 (zugleich: Dissertation, Universität Frankfurt am Main).
- mit Christian Held, Martin Riedel, Christian Theobald: Energiewirtschaft im Aufbruch, Festschrift für Wolf Büttner. Dt. Wirtschaftsdienst, Köln 2001, ISBN 3-87156-331-5.
- Aufstieg und Krise der deutschen Stromkonzerne. Zugleich ein Beitrag zur Entwicklung des Energierechts. 2. Aufl., Ponte Press, Bochum 2011, ISBN 3-920328-57-4.
- mit Reiner Braun, Dieter Deiseroth (Hrsg.): Frieden durch Recht? BWV Berliner Wissenschafts-Verlag, Berlin 2010, ISBN 3-8305-1721-1.

Aufsätze (Auswahl)
- Prüfungsordnungen und Rechtsstaatsgebot, in: Die Öffentliche Verwaltung (DÖV), 1970, S. 730.
- mit Horst Kuni: Probleme des verwaltungsgerichtlichen Vergabeverfahrens für Studienplätze in der Humanmedizin, in: Deutsches Verwaltungsblatt 1976, S. 863.
- mit Peter Hauck: fortlaufende Berichte über die Entwicklung des Hochschulzulassungsrechts bis 1982, in: Neue Zeitschrift für Verwaltungsrecht (NvWZ) 1983, S. 77 ff.; S. 204 ff.; S. 328 ff.; S. 589 ff.; NvWZ 1984, S. 81 ff.; NvWZ 1985, S. 316 ff.; S. 535.
- Skeptisches zum Beurteilungsspielraum, in: Willy Brandt, Helmut Gollwitzer, Johann Friedrich Henschel (Hrsg.): Ein Richter, ein Bürger, ein Christ. Festschrift für Helmut Simon, 1987, S. 623.
- mit Hans Mommsen und Helmut Simon: Verfassungsschutz durch Verfassungszerstörung?, in: Zeitschrift für Rechtspolitik 1989, S. 175.
- mit Horst Kuni: Multiple Choice als Numerus clausus, in: der arzt im krankenhaus, Hefte 4/1978 bis 3/1989 (10 Folgen).
- mit Horst Kuni: Rechtsstaatliche Anforderungen an die Multiple-Choice-Prüfung im ärztlichen Ausbildungsrecht, in: Deutsches Verwaltungsblatt 1981, S. 425.
- Der Beurteilungsspielraum bei Multiple-Choice-Prüfungen, in: Neue Juristische Wochenschrift 1982, S. 1315.
- Der Parlamentsvorbehalt im Verfassungsrecht, in: Neue Juristische Wochenschrift 1990, S. 273.
- mit Wolfgang Zander: Rechtsprobleme bei Stromversorgungsübernahmen, in: Archiv für Kommunalwissenschaften 1996, S. 262 ff.
- Aktuelle Probleme des neuen Konzessionsabgabenrechts, in: Recht der Energiewirtschaft 1996, S. 225.
- Rechtsfragen langfristiger Lieferverträge zwischen Energieversorgern im Wettbewerb, in: Zeitschrift für Neues Energierecht 1997, 1/1, S. 12.
- Der Sachzeitwert: Das unbekannte Wesen, in: Zeitschrift für Neues Energierecht 1998, 2/1, S. 13.
- Wer ist der Gesetzgeber im Energiewirtschaftsrecht? in: Zeitschrift für Neues Energierecht 2005, S. 108.
- Rechtsfolgen regulatorischer Mängel des Stromhandels, in: Wirtschaft und Wettbewerb 2010, S. 398.
- Der (wahre) Strompreis: Das unbekannte Wesen, in: Zeitschrift für Neues Energierecht 2012, S. 563.
- Rechtsprobleme des Einsatzes von Drohnen zur Tötung von Menschen, in: Die Öffentliche Verwaltung (DÖV) 2013, S. 493.
- Neue Erkenntnisse zur Drohnenkriegsführung, in: Deutsches Verwaltungsblatt (DB) 2018, S. 619.

## Entscheidungen des Bundesverfassungsgerichts
- Beschluss vom 3. November 1981 – BVerfGE 59, 1 (Hochschulzulassungsrecht)
- Urteil vom 15. Dezember 1983 – BverfGE 65, 1 (Volkszählung)
- Beschluss vom 14. März 1989 – BVerfGE 80, 1 (Multiple-Choice-Recht der Mediziner: Verwerfung der Bestehensregel in der Ärztlichen Approbationsordnung)
- Beschluss vom 17. April 1991 – BverfGE 84, 59 (Prüfungsrecht: Verwerfung des prüfungsrechtlichen Beurteilungsspielraums)
- Beschluss vom 22. Oktober 1991 – BVerfGE 85, 36 (Hochschulzulassungsrecht)

## Entscheidung des Europäischen Gerichtshofs für Menschenrechte
- Urteil der Großen Kammer vom 26. September 1995, in: Europäische Grundrechtezeitschrift 1995, S. 590 (Schadenersatz für Beamtin, die aus politischen Gründen aus dem Schuldienst entfernt wurde).